# Distichlis
Distichlis Raf. é um género botânico pertencente à família Poaceae, subfamília Chloridoideae, tribo Eragrostideae.
O gênero apresenta cerca de 25 espécies. Ocorrem na Australásia, Pacífico, América do Norte e América do Sul.

## Principais espécies
- Distichlis dentata Rydb.
- Distichlis hirta Phil.
- Distichlis palmeri Fassett
- Distichlis scoparia Arech.
- Distichlis spicata (L.) Greene
- «PPP-Index Lista completa»